# Catharosia calva
Catharosia calva là một loài ruồi trong họ Tachinidae.